# 444

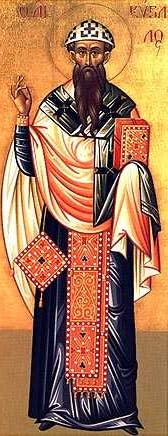
Cyrillus van Alexandrië

Het jaar 444 is het 44e jaar in de 5e eeuw volgens de christelijke jaartelling.

## Gebeurtenissen

### Europa
- In Armorica (huidige Bretagne) komen de Bagaudae (bende plunderaars) in opstand. Flavius Aëtius, Romeins generaal (magister militum), doet een beroep op koning Goar van de Alanen die sinds 442 rond Orléans land gekregen hebben om als foederati (bondgenoten) steun te bieden. Germanus, bisschop van Auxerre, weet dit echter te verhinderen.

### Balkan
- Attila de Hun vestigt in Hongarije zijn residentie langs de oevers van de Tisza en maakt plannen voor een plunderveldtocht op de Balkan. Rond het kampement worden houten wachttorens gebouwd en Attila ontvangt diplomaten uit verschillende landen om zijn handelsbetrekkingen uit te breiden.

### Italië
- Keizer Valentinianus III laat het Colosseum (Amphitheatrum Flavium) herstellen nadat het schade heeft opgelopen door een aardbeving.
- De omzetbelasting in het Romeinse Rijk gaat omhoog van 1% naar 4,5%. Dit om de marktwaarde te stabiliseren.[1]

## Religie
- Leo I schrijft in een brief dat de paus, als opvolger van Petrus, de hoogste macht in de Katholieke Kerk bezit.
- Eudoxia, echtgenote van keizer Theodosius II, bezoekt Jeruzalem en laat een basilica voor Sint-Stephanus bouwen.[2]
- Dioscorus I volgt Cyrillus I op als patriarch van Alexandrië. Hij overlegt met Chrysaphius, hofeunuch (invloedrijk bij Theodosius II), om de "Twaalf Vervloekingen" als norm van orthodoxie in te voeren.[3]

## Geboren
- Seinei, keizer van Japan (waarschijnlijke datum)

## Overleden
- Brixius, heilige en bisschop van Tours
- 27 juni - Cyrillus I, patriarch van Alexandrië